# Antiochrus brunneus
Antiochrus brunneus là một loài bọ cánh cứng trong họ Hybosoridae. Loài này được Sharp miêu tả khoa học năm 1873.